# Holmen, Raseborg
Holmen är en ö i Finland. Den ligger i sjön Kyrksjön och i kommunen Raseborg i den ekonomiska regionen  Raseborg  och landskapet Nyland, i den södra delen av landet, 70 km väster om huvudstaden Helsingfors. Öns area är 0,2 hektar och dess största längd är 160 meter i sydväst-nordöstlig riktning.